# Werner Ertel
Werner Ertel (27. ledna 1929 Gliwice – 3. února 1953 Věznice Pankrác) byl polský dělník, protikomunistický odbojář a vrah odsouzený komunistickým režimem k trestu smrti a popravený v roce 1953.

## Životopis
Narodil se v roce 1929 v Gliwicích. V mládí jej od 3 let vychovávali jeho teta a strýc. Za druhé světové války se nuceně stal součásti Hitlerjugend. Poté pracoval jako dělník v zemědělství a od roku 1944 pracoval u Říšských drah. V listopadu 1950 nastoupil povinnou vojenskou službu se stanovištěm v Zaháni. Od léta 1951 byl umístěn ve Vratislavi ve skladu nemocnice.

### Dezerce
Po nástupu do polské armády z ní v listopadu 1951 dezertoval spolu s Aleksandrem Rutkowskim. Dvojice se totiž přes území Československa, ve kterém Rutkowski několik měsíců dříve pobýval, rozhodla uprchnout na západ. Ještě před útěkem se vyzbrojili několika pistolemi. Do Československa se jim uprchnout sice podařilo, neměli v něm však žádné zázemí.

### Vraždy
Dne 19. listopadu 1951 se jim poblíž Trutnova podařilo ukrást motocykl, během krádeže však Ertel jeho majitele, ležícího na zemi, dvěma střelami do hlavy popravil. O den později podobných způsobem ukradli sanitku, jejíhož řidiče na místě popravili, stejně jako ošetřovatelku, která se v sanitce starala o novorozence. Ertel se měl krátce po činu vyjádřit v tomto duchu: „Je mi to jedno, ošetřovatelek je dost a na dítěti mi nezáleží.“ Ve voze dvojice ujela asi sto kilometrů a dostala se do blízkosti obce Kvíc. Tou dobou po nich již pátraly stovky příslušníků SNB i příslušníci armády. Během pátrání došlo k několika omylům a nehodám, při nichž jeden příslušník SNB zemřel a další dva byli zraněni. Nakonec byli dopadeni po dvou dnech ukrývání v okolních lesích.

### Soudní proces a smrt

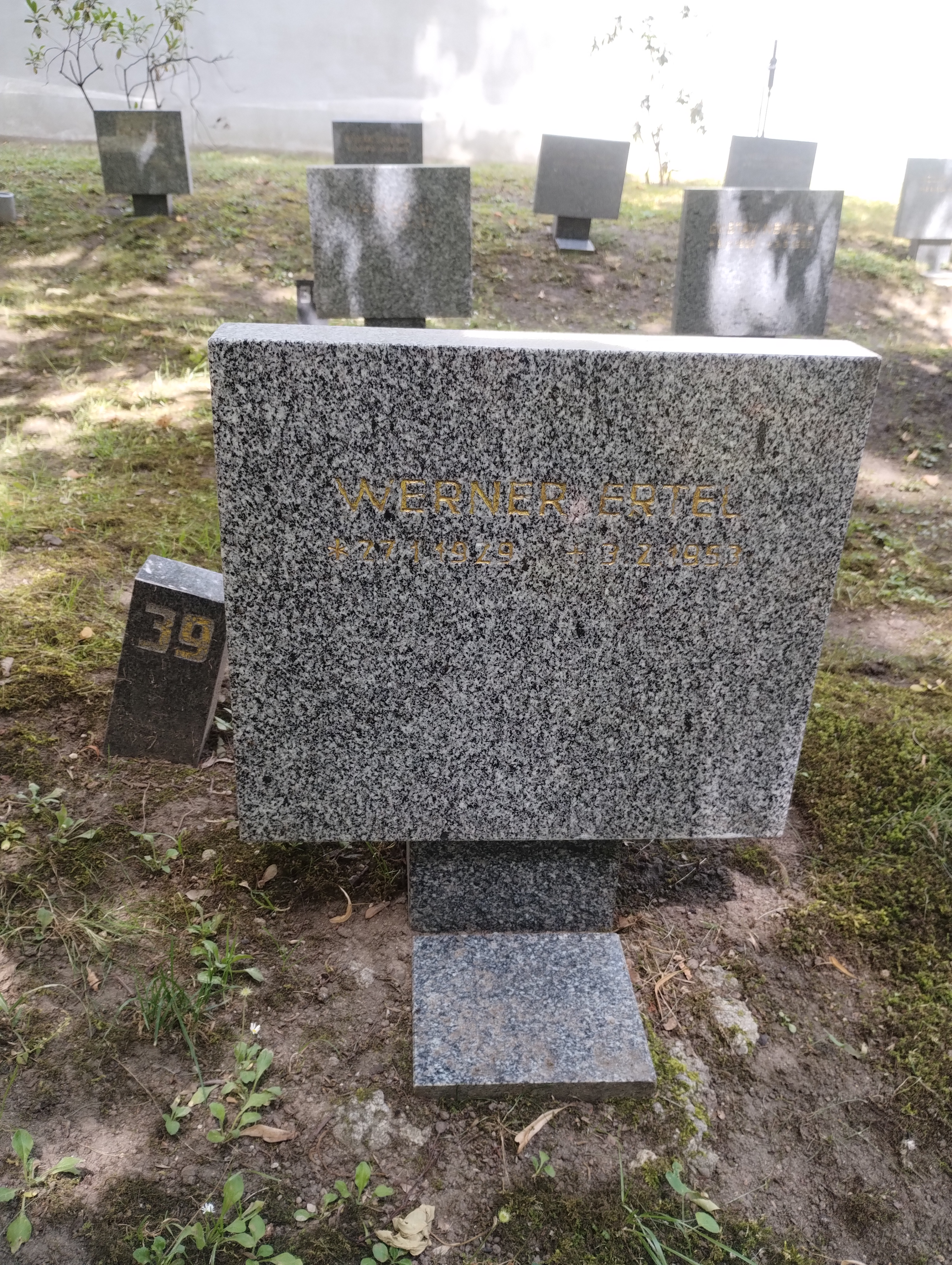
Symbolický náhrobek Wernera Ertela na Čestném pohřebišti v Ďáblicích

V prosinci 1951 byl Ertel převezen do vazby v Hradci Králové, kde byl případu dán politický charakter, Ertel byl označen jako „zrádce“, „zaprodanec“ a „horlivý stoupenec nacismu“. V lednu 1952 prokurátor uváděl v obžalobě následující: „V ohledu velezrady je žaloba konstruována tak, že se oba obvinění dohodli, že uprchnou na západ a tam se začlení do žoldnéřské armády imperialistů, aby tím spolupracovali k rozpoutání války a ke zničení SSSR a lidových demokracií, tedy i lidové demokracie československé. [...] Oba obvinění, nadšení obdivovatelé západní kultury a amerického způsobu života, svojí zradou a svým surovým jednáním dokázali, že by byli skutečně hodnými členy žoldnéřských armád, které na západě formují bývalí nacističtí generálové pod ochranou a z popudu amerických a anglických imperialistů k novému útoku na Sovětský svaz a lidové demokracie, pro záchranu peněžních žoků svých chlebodárců, zachvácených šílenou touhou po ovládnutí světa.“
Za trestné činy velezrady, vraždy, nedokonané vraždy a odložení dítěte byl ve veřejném politickém procesu v březnu 1952 odsouzen k trestu smrti. Politický charakter rozsudku podtrhuje část jeho zdůvodnění: „Zhodnotiv všechny shora uvedené okolnosti, soud dochází k závěru, že dlužno oba obviněné zneškodniti jakožto nepřátele pracujícího lidu a vůbec je vyřaditi ze socialistické společnosti jako nebezpečnou hlízu na těle této společnosti.“ Proti verdiktu se sice odvolal, Nejvyšší soud však situaci viděl podobně, když konstatoval, že „právě pro své chybné politické zaměření viděli v pracujících občanech republiky překážky k dosažení svých strašných cílů.“ Ertel poté ještě neúspěšně žádal o prezidentskou milost. Nejvyšší soud k podání milosti však konstatoval, že „úplné zneškodnění je plně odůvodněno zájmem lidské společnosti.“
V září 1952 zažádalo Polsko o vydání Ertela do země, neboť jej podezřívala z účasti v protikomunistickém odboji v oblasti Slezska. Stažena ale zřejmě byla v prosinci 1952. Popraven byl v únoru 1953. Jeho tělo bylo pochováno na Albertově.